# Christoph Blumhardt
Christoph Friedrich Blumhardt (Möttlingen, próximo de Calw, 1° de junho de 1842 - Göppingen, distrito de Göppingen, 2 de agosto de 1919) foi um teólogo luterano alemão e um dos fundadores do Socialismo cristão na Alemanha e Suíça. Também compôs hinos e foi parlamentar pelo Partido Social Democrata da Alemanha.